# 皈依
皈依，又作歸依、歸命、歸信、入信，佛教術語，是成為正式佛教徒之前的宣誓儀式。佛教信徒在完成皈依儀式後，就是正式佛教徒，依性別之男女可以稱為「優婆塞」或「優婆夷」。在上座部佛教及大乘佛教的多數派別，都主張三皈依，即皈依佛、法、僧等三寶，又稱皈依三宝，誓願終生信從三宝，直至未来解脱成佛。藏傳佛教將三皈依加上皈依上師，成為四皈依。

## 概論
在巴利文中，三皈依（Tisarana）是由三（ti）與庇護所（sarana）所組成，意為「由佛、法、僧構成的一個三重庇護所」。
皈依（saranam gacchami）則是由動詞gacchami（到達、前往）與名詞saranam（庇護所）組成。在《阿毘達磨俱舍論》卷十四，解釋皈依的意義時說：「如是，皈依以何為義？救濟為義。由彼為依，能永解脫一切苦故。如世尊言，眾人怖所逼，多皈依諸山，園苑及叢林，孤樹制多等。此皈依非勝，此皈依非尊，不因此皈依，能解脫眾苦。諸有皈依佛，及皈依法僧，於四聖諦中，恒以慧觀察。知苦知苦集，知永超眾苦，知八支聖道，趣安隱涅槃。必因此皈依，能解脫眾苦。」因此，皈依的涵義在於，只有了解四聖諦，遵從八聖道，才是達到涅槃，得到解脫的有效方法。
「皈依」本意為「皈依三宝」，因而也称“三皈依”。接受三皈依並受持五戒的男、女居士，稱為終身優婆塞、終身優婆夷，也稱為近事男、近事女，也就是親近三寶、承事三寶的男女居士。受持八關齋戒者，稱為一日一夜優婆塞、一日一夜優婆夷，又叫做近住男、近住女。受持三皈依與五戒者，可以在解脫的道路上前進，至少輪迴不會墮落到畜生、餓鬼、地獄道等三惡道中去。

## 三皈依
《大莊嚴經論》中，認為只有三皈依，即為皈依佛、法、僧三寶，沒有四皈依。

## 四皈依
在藏傳佛教之中，除三皈依外，又加上皈依金剛上師一項，稱為四皈依。

## 其他宗教
今日的華語，時常把信奉一種宗教統稱為皈依，比如「非回教徒一旦皈依回教，若要脫離並不容易」、「伊凡卡皈依猶太教，兩人修成正果」、君士坦丁大帝是否真正皈依基督教的猜测等等。

## 外部來源
- 格西阿旺洛卓法師. . 佛門網. 2013-05-01  [2023-11-25]. （原始内容存档于2023-11-25）.